# Большая Русская Лиса
 Большая Русская Лиса  — деревня в Санчурском муниципальном округе Кировской области.

## География
Расположена на расстоянии примерно 12 км по прямой на север от райцентра поселка Санчурск.

## История
Известна с 1748 года как деревня Лиса Акинфия Демидова, в которой числилось 22 души мужского пола. В 1873 году в деревне дворов 41 и жителей 272, в 1905 (Русская Лиса) 69 и 434, в 1926 103 и 481, в 1950 (уже Большая Русская Лиса) 51 и 182, в 1989 20 жителей. С 2006 по 2019 год входила в состав Городищенского сельского поселения.

## Население
Постоянное население составляло 9 человек (русские 89%) в 2002 году, 2 в 2010.